# Deifontes (mitología)
En la mitología griega Deifontes (en griego Δηϊφόντης, Deiphóntes) era un rey de Argos y esposo de Hirneto, la hija de Témeno, uno de los Heraclidas. Deifontes era hijo de Antímaco, hiio de Trasiánor, hijo de Ctesipo, por lo que también era uno de los Heraclidas.
Témeno, posponiendo a sus hijos Agelao, Eurípilo y Calias, favoreció a su hija Hirneto y a su marido Deifontes; por ello los hijos buscaron mercenarios para matar a su padre. Pero cometido el crimen, el ejército decidió que el reino correspondía a Hirneto y Deifontes.
Témeno se servía abiertamente de Deifontes en lugar de sus hijos, como estratego para las batallas y lo tenía como consejero para todos los asuntos y, como lo había hecho ya antes su yerno y sentía predilección de entre sus hijas por Hirneto, era sospechoso de querer dejarle el reino a ella y a Deifontes. Por causa de esto, sus hijos conspiraron contra él, y Ciso, que era el mayor de ellos, se apoderó del reino.
El último que reinó en Epidauro antes de que llegaran los dorios al Peloponeso dicen que fue Pitireo, descendiente de Ión, hijo de Juto. Cuentan que él le entregó sin lucha la tierra a Deifontes y los argivos. Él fue con sus ciudadanos a Atenas y se estableció allí, mientras que Deifontes y los argivos ocuparon la región de Epidauro. Al morir Témeno, éstos se separaron de los otros argivos; Deifontes e Hirneto por su odio hacia los hijos de Témeno, y el ejército que iba con ellos, porque respetaba más a Deifontes y a Hirneto que a Ciso y a sus hermanos. Ciso y los demás hijos de Témeno sabían que afligirían a Deifontes si de alguna manera podían separar a Hirneto de él.
Cuando obedeció a su llamada, los jóvenes hicieron muchas acusaciones contra Deifontes, y le suplicaron repetidamente que regresara a Argos, prometiéndole, entre otras cosas, que la entregarían en matrimonio a un hombre mejor en todo que Deifontes, que mandaba sobre mayor número de hombres y en una tierra más próspera. Pero Hirneto, doliéndose mucho por lo que le dijeron, le respondió en el mismo tono, afirmando que Deifontes era un marido agradable para ella y que había sido un yerno irreprochable de Témeno, y que ellos debían ser llamados asesinos de Témeno más que hijos. Ellos, sin responderle ya nada, la cogieron, la subieron al carro y se marcharon. Un epidaurio anunció a Deifontes que Cerines y Falces se habían ido llevándose a Hirneto en contra de su voluntad. Él en persona fue a defenderla a toda velocidad, y los de Epidauro al enterarse acudieron en su ayuda. Cuando Deifontes los encontró, a Cerines le disparó y lo mató, pero tuvo miedo de disparar a Falces que agarraba a Hirneto, no fuera que fallase y la matase a ella, y agarrándola, intentó quitársela. Pero Falces, resistiendo y tirando de ella con mayor violencia, la mató, porque estaba embarazada. Al darse cuenta de lo que había hecho a su hermana, condujo el carro muy temerariamente, apresurándose a tomar la delantera antes de que todos los de Epidauro se congregasen contra él; pero Deifontes y sus hijos, pues ya antes había tenido hijos: Antímenes, Jantipo y Argeo, y una hija, Orsobia; ésta dicen que después se casó con Pánfilo, hijo de Egimio, recogieron entonces el cadáver de Hirneto y lo llevaron a este lugar que con el tiempo fue llamado Hirnetio.